# Ceto cuvieria
Genre
Espèce
Synonymes
- Holothuria cuvieria Cuvier, 1817[1]
- Psolus (Hypopsolus) ambulator Bell, 1883[1]
- Stolinus cataphractus Selenka, 1868[1]

Ceto cuvieria, unique représentant du genre Ceto, est une espèce d'holothuries (concombres de mer) de la famille des Psolidae.

## Description
C'est un petit concombre de mer dendrochirotidé noir et blanc, pouvant mesurer jusqu'à 15 cm de long. Son corps est aplati, arqué et bosselé, fermement collé contre le substrat et érigeant son extrémité orale d'où sortent dix courts tentacules noirs, blancs et jaunâtres très ramifiés (qui peuvent se rétracter rapidement en cas de menace). La partie centrale du corps forme comme une semelle rectangulaire rigidifiée par ses spicules particulières, et la face inférieure est densément parsemée de podia rouge vif permettant d'optimiser l'ancrage.

## Habitat et répartition
On rencontre cette espèce dans le Sud-Est de l'Australie, entre quelques mètres et quelques dizaines de mètres de profondeur.

## Écologie et comportement
Cette espèce se nourrit en filtrant l'eau, où le mucus collant, qui recouvre ses tentacules très ramifiés, agrège les particules nutritives en suspension.